# Pupetta - Il coraggio e la passione
Pupetta - Il coraggio e la passione è una miniserie televisiva italiana diretta da Luciano Odorisio, liberamente ispirata alla biografia di Assunta Maresca.
La serie costituisce l'ultima apparizione di Ben Gazzara e Tony Musante.

## Trama
Pupetta, ancora ragazzina, assiste all'omicidio di un fruttivendolo per mano dei camorristi. Questa diventa la causa dei suoi mali, che spinge Pupetta a lottare contro Don Luigi Vitiello, un boss che decide di rinchiuderla in un collegio femminile simile ad una prigione per tapparle la bocca. 
Una volta cresciuta, Pupetta diventata una giovane e bellissima donna molto coraggiosa e passionale, conosce e si innamora ricambiata dell'affascinante Michele, il nipote del fruttivendolo ucciso. A tutti gli effetti un amore impossibile quello tra i due, visto che il boss fa di tutto per allontanare il suo fidanzato, che nel frattempo viene protetto da Don Gaetano Palumbo, il capo dei mercati generali di cui Don Vitiello vorrebbe prendere il posto, al solo scopo di impossessarsi in via esclusiva della donna. Un'altra persona che dà filo da torcere a Pupetta è la moglie di Don Palumbo, la seduttiva e perfida Fatima, che vorrebbe Michele tutto per sé. Così Don Vitiello assieme a Fatima e con l'aiuto di un commissariato corrotto procede all'esecuzione di Palumbo, facendo credere che l'artefice dell'omicidio sia Michele. Quando la verità viene fuori, Don Vitiello decide di uccidere anche il nipote del fruttivendolo e alla fine ci riesce. Michele muore tra le braccia dell'amata Pupetta, la quale disperata cerca di compiere la sua giustizia ed è per questo che Pupetta diventa sempre più combattiva, pur conoscendo il rischio e la fine che farebbe, la donna arriva al punto di impugnare un'arma e uccidere Don Luigi, pur avendo in grembo un figlio che non ha mai potuto conoscere il suo vero padre.
Arrestata, in carcere Pupetta ritrova la sua amica Maddalena che la sostiene e la aiuta nell'ultimo periodo della gravidanza. Intanto il commissario Imparato sfoga la sua malata perversione su Nicolino, fratello disabile di Michele, che si toglie la vita ma Pupetta capendo l'oscura verità e decisa a vendicare il povero Nicolino, porta la Confraternita, guidata da Don Otello, sulle tracce di Imparato che paga con la vita. Poco dopo, Tanino Testucci uccide il suocero e diventa così il nuovo capo della camorra. Testucci ha già provato a impossessarsi dei mercati generali prima con un incendio intimidatorio, poi sparando a Vittorio, il fratello di Pupetta che ora li gestisce dopo la morte di Michele. Ma la donna, dal carcere, non si lascia intimidire da niente e da nessuno. Amedeo Malpighi, il direttore con un'infelice vita matrimoniale, si è innamorato di lei, le concede qualche telefonata ed una libera uscita, ma, dal carcere, non è facile opporsi all'ascesa del nuovo boss. La visita di un ministro all'istituto penitenziario offre a Pupetta l'ultima occasione di fuga ma, durante la cerimonia, una macchina rischia di investire il figlio del direttore del carcere. Pupetta lo salva, un gesto che viene premiato con un condono della pena. La guerra a Testucci è appena iniziata, ma lei affronterà il nemico da donna libera.

## Personaggi nella realtà
- Pupetta Marico: Assunta "Pupetta" Maresca
- Michele De Nicola: Pasquale Simonetti
- Don Luigi Vitiello: Antonio Esposito
- Vittorio Marico: Ciro Maresca

## Distribuzione
Registrata nel 2011, la fiction è andata in onda a partire dal 6 giugno 2013 al 20 giugno 2013 su Canale 5.